# شهرستان اوسکئولا (میشیگان)
شهرستان اوسکئولا، میشیگان (به انگلیسی: Osceola County, Michigan) یک سکونتگاه مسکونی در ایالات متحده آمریکا است که در میشیگان واقع شده‌است.